# Haffner Anikó
Haffner Anikó (Debrecen, 1973. december 23. –) magyar színésznő, szinkronszínész.

## Életrajza
A debreceni Ady Endre Gimnáziumban érettségizett. 1997-ben végzett a Színház- és Filmművészeti Főiskolán. 1994-től – másodéves korától – játszott a József Attila Színházban. 1996-tól a Madách Színház tagja. Fellépett már a Turay Ida Társulatnál, a Karinthy Színházban, Tatabányán, Kecskeméten. Vendégszerepelt a debreceni Csokonai Színházban, a kaposvári Csiky Gergely Színház, a soproni Petőfi Színház, és a Budaörsi Játékszín színpadán.

## Statisztikák
Szinkronjait az alábbi stúdiókban készítette:
- Mafilm Audio Kft. – 19 alkalommal
- Kozmafilm – 14 alkalommal
- Active Kommunikációs Kft. – 10 alkalommal
- Masterfilm (Digital) Kft. – 9 alkalommal
- Szinkron Systems – 7 alkalommal

## Munkássága

### Sorozatbeli szinkronszerepek
- A hegyi doktor – Újra rendel: Franziska Hochstetter- Simone Hanselmann
- Hazug csajok társasága: Melissa Hastings – Torrey Devitto
- Vámpírnaplók: Meredith Fell – Torrey Devitto / Caroline Forbes – Candice Accola (5.évad)
- Viktória: Viktória királynõ – Jenna Coleman
- 24: Marie Warner – Laura Harris
- Halálos némberek (Asszonymaffia): Jewel Diamond – Ruth Wilson
- A liliomlány: Aurora – Karla Álvarez
- A szerelem rabjai: Milagros Bazterrica – Sabrina Garciarena
- A szultána: Atike szultána (felnőtt) – Ece Çeşmioğlu
- A vadmacska új élete: Sandra Serrano Rudell – Adriana Fonseca
- Az elnök emberei: Annabeth Schott – Kristin Chenoweth
- Az első csók: Suzy/Suzon – Christine Ever/Stéphanie Ever (2. hang)
- Baywatch Hawaii: Kekoa Tanaka – Stacy Kamano
- Carolin New Yorkban: Julia Karinsky – Sofia Milos
- Chowder: Panini
- Csoda Kitty: Csoda Kitty Hercegnő
- Dragon Ball Z: Pan
- Dragon Ball GT: Pan
- Édes, drága titkaink: Juliet Darling – Samaire Armstrong
- F.B.I. ügynökök bevetésen: Lily – Anna Belknap
- Gondos bocsok: Vidám bocs
- H2O: Egy vízcsepp elég: Rikki Chadwick – Cariba Heine
- Haláli hullák: Daisy Adair – Laura Harris
- Jericho: Mary Bailey – Clare Carey
- Kaleido Star: Layla Hamilton
- „L”: Jenny Schecter – Mia Kirshner
- María: Vanessa de la Vega – Monserrat Gallosa
- Második csók: Suzy/Suzon – Christine Ever/Stéphanie Ever
- Mercy angyalai: Nurse Chloe Payne – Michelle Trachtenberg
- Monk – A flúgos nyomozó: Julie Teeger
- Nyughatatlan Jordan: Devan Maguire – Jennifer Finnigan (Hallmark)
- Smallville: Kara Kent – Laura Vandervoort
- South Park: Heidi Turner
- South Park: Leslie Meyers
- Századvég: Daniela – Daria La Ragione
- Szívek doktora: Lemon Breeland – Jaime King
- Szulejmán: Szafije szultána (fiatal) – Gözde Türker
- Tengeri őrjárat: Sofia Amitrano – Tiziana Lodato
- Thomas és barátai: Emily (hangja) - Teresa Gallagher
- Vészhelyzet: Hope Bobeck – Busy Philipps
- A Silla királyság ékköve: Szondok királynő – I Jovon

### Filmes szinkronszerepek
- A szenvedély ritmus: Kathy – Kelley West
- Nora Roberts: Azúrkék égbolt: Lily – Laura Mennell
- Őrült és gyönyörű: Maddy – Taryn Manning
- A Lego-kaland:  Alison Brie
- Barbie és a 12 táncoló hercegnő:  Fallon hercegnő
- Godzilla: Elle Brody - Elizabeth Olsen

## További információ
- Haffner Anikó a PORT.hu-n (magyarul)
- Haffner Anikó az Internetes Szinkronadatbázisban (magyarul)
- Haffner Anikó az Internet Movie Database-ben (angolul)